# Pipunculus depauperatus
Pipunculus depauperatus är en tvåvingeart som beskrevs av Lamb 1922. Pipunculus depauperatus ingår i släktet Pipunculus och familjen ögonflugor.
Artens utbredningsområde är Seychellerna. Inga underarter finns listade i Catalogue of Life.